# عبد الرحمان بن زكري
محمد بن عبد الرحمان بن زكري الفاسي (توفي سنة 1144 هـ - 1731م) هو فقيه ومحقق مغربي.

## مولده ونشأته
هو أبو عبد الله سيدي محمد بن عبد الرحمان ابن زكري الفاسي، لا يُعرف تاريخ ميلاده. كان في أول أمره يحترف بصناعة الدباغة مع والده، وكان والده مصاحبا لمحمد بن عبد القادر الفاسي، وملازما لمجلس تدريسه، يحضر مع والده فيه.

## شيوخه
قرأ على الشيخ أبي العباس أحمد بن العربي بن محمد بن الحاج الفاسي، والشيخ أبو عبد الله محمد بن عبد القادر الفاسي (ت 1134 هـ)، وأبو عبد الله محمد بن أحمد بن محمد بن أبي بكر المسناوي الدلائي (ت 1136هـ)، وغيرهم كثير.

## تلاميذه
أخذ ابن زكري عن مشاهير علماء عصره بدون استثناء، فاتسعت ثقافته وتنوعت معارفه، وأتاح له ذلك تمكنا من العلوم والفنون مما شهدت به كتب التراجم، وهو ما جذب إليه الانتباه ودعا إليه الطلاب، فأقبلوا عليه من كل حدب وصوب، فتعاظمت مجالسه وغصت بمن كانوا يتحلقون حوله في القرويين وفي بعض المدارس والزوايا والأضرحة، بل وفي بيت سكناه، وفي فهرس ابن عاشر الحافي تسجيل واف بأسماء من أخذ عنه من الطلاب، منهم: أبو العباس أحمد بن عاشر بن عبد الرحمان الحافي، وأبو عبد الله محمد بن قاسم جسوس، وأبو محمد عبد المجيد الزبادي المنالي، وأبو الحسن نور الدين علي بن محمد بن العربي السقاط، والمنور التلمساني، وغيرهم.

## التأليف
- "السيف الصارم في الرد على المبتدع الضارم"، وهو في تقبيح بدعة التفريق بين المسلمين، وأشار صاحب دليل مؤرخ المغرب الأقصى إلى تسمية أخرى وهي: "الفوائد المتبعة في العوائد المبتدعة"، وليس فيه تفضيل العجم على العرب.
- الإلمام والإعلام بنفثة من بحور ما تضمنته صلاة القطب مولانا عبد السلام ابن مشيش
- حاشية على صحيح البخاري وبهامشه كتب أخرى
- المهمات الفريدة في شرح الفريدة: فريدة السيوطي في النحو
- همزية في مدح الجناب النبوي
- تفسير مواضيع من القرآن العظيم
- الفوائد المتبعة في العوائد المبتدعة
- شرح النصيحة؛ كلاهما للشيخ أحمد زروق
- شرح الحكم لابن عطاء الله
- شرح الشمائل المحمدية للترمذي
- حاشية على توضيح ابن هشام

## وفاته
تُوفي ليلة الأربعاء 18 صفر سنة 1144 هـ، ودُفن في دار براحا بأقصى الدرب الطويل من عدوة القرويين.